# Semiothisa straminea
Semiothisa straminea är en fjärilsart som beskrevs av Max Joseph Bastelberger 1907. Semiothisa straminea ingår i släktet Semiothisa och familjen mätare. Inga underarter finns listade i Catalogue of Life.